# Resolución 337 del Consejo de Seguridad de las Naciones Unidas
La resolución 337 del Consejo de Seguridad de las Naciones Unidas fue adoptada por unanimidad el 15 de agosto de 1973 y condenaba al estado de Israel por desviar a la fuerza y apoderarse de un avión de pasajeros libanés en el propio espacio aéreo del Líbano. El Consejo de Seguridad consideró que estas acciones suponían una violación de los acuerdos de armisticio de 1949, de la resolución de alto el fuego del Consejo de Seguridad de 1967, de lo estipulado en la Carta de las Naciones Unidas, de las convenciones internacionales sobre aviación civil y de los principios más básicos de la moralidad y del derecho internacional.
La resolución también llama a la Organización de Aviación Civil Internacional a que considere las medidas necesarias para salvaguardar la aviación civil, y a Israel a que desista de cualquier otro ataque que viole la soberanía del Líbano y la aviación civil territorial. El Consejo declaró asimismo que si Israel repitiera actos similares,   este órgano consideraría adoptar los pasos adecuados para hacer que se apliquen sus resoluciones.

## Contexto
El 10 de agosto de 1973, un avión civil libanés arrendado por Iraqi Airways que realizaba la ruta Beirut-Bagdad con 81 pasajeros a bordo fue interceptado por cazabombarderos israelíes en el espacio aéreo del Líbano y obligado a aterrizar en territorio israelí. El objetivo israelí era capturar a cuatro milicianos palestinos que se suponía que iban a tomar ese vuelo, pero que cambiaron de opinión en el último momento.
Algunos países del Consejo de Seguridad como India, la Unión Soviética, Indonesia, China o Yugoslavia consideraron que la resolución no era suficientemente contundente con Israel y que debían habérsele impuesto sanciones económicas. Sin embargo, el embajador de Estados Unidos en la ONU declaró que, si la resolución hubiese llevado aparejadas sanciones económicas, Estados Unidos habría usado su poder de veto para evitar que la propia resolución prosperase. Por su parte, el Jefe de Estado Mayor del ejército israelí, David Elazar, se mostró desafiante y declaró que su país realizaría más acciones de este tipo en un futuro próximo.